# Sinclair Computer Logic
Der Sinclair Computer Logic ist der ASIC des Sinclair ZX81, welcher die beim Sinclair ZX80 noch aus 23 Chips aufgebaute Logik integriert.
Im Gegensatz zum Handbuch wird der SCL im Faltblatt des Bausatzes auf dem Plan als Sinclair Logic IC bezeichnet.
Der Sinclair Computer Logic wird oft mit dem Begriff Uncommitted Logic Array (ULA) verwechselt. ULA ist jedoch eine allgemeine, alternative Bezeichnung für Gate Arrays und wurde von Ferranti Semiconductors für den SCL als Aufdruck verwendet. Die Verwechslung rührt daher, dass auf dem Chip nur ULA sowie eine Maskennummer von Ferranti zu lesen ist.